# Mieczysław Cebula
Mieczysław Cebula (ur. 8 lipca 1894 w Zaczerniu, zm. 25 marca 1920 w Sławucinie) – żołnierz Legionów Polskich, armii austriackiej, oficer Wojska Polskiego w II Rzeczypospolitej, kawaler Orderu Virtuti Militari.

## Życiorys
Urodził się w rodzinie Józefa i Bronisławy z Hampelów. Absolwent seminarium nauczycielskie w Rzeszowie i kursu urzędników pocztowych w Przemyślu. Członek Związku Strzeleckiego. Po ukończeniu nauki pracował w urzędzie pocztowym w Nisku.
W 1914 wstąpił do Legionów Polskich i otrzymał przydział do I batalionu 2 pułku piechoty. W październiku 1914 wysłany na patrol rozpoznawczy w okolice Grabowic (okolice Nadwórnej). Mimo że wieś była zajęta przez wroga, szybko dotarł do wskazanego miejsca, a po zebraniu cennych wiadomości wrócił do oddziału. W grudniu tego roku jako dowódca placówki ubezpieczającej, w czasie ataku nieprzyjaciela, mimo częściowego opuszczenia pozycji przez własne oddziały, pozostał na swoim stanowisku i wstrzymywał napór wroga do chwili nadejścia własnych rezerw. Za bohaterstwo w walce odznaczony został Krzyżem Srebrnym Orderu Virtuti Militari. Po kryzysie przysięgowym został internowany w Szeklencze, a potem wcielony do armii austriackiej.
W listopadzie 1918 wstąpił do odrodzonego Wojska Polskiego. Służył  w sztabie 1 Dywizji Piechoty Legionów, a później w 13 Kresowej Dywizji Piechoty. 25 marca 1920 zmarł z ran w szpitalu polowym nr 209 w Sławucinie i tam został pochowany.

## Ordery i odznaczenia
- Krzyż Srebrny Orderu Virtuti Militari (nr 6993)
- Krzyż Niepodległości – pośmiertnie 3 czerwca 1933 „za pracę w dziele odzyskania niepodległości”[5]